# Foho Atumetalau
Der Foho Atumetalau (kurz: Atumetalau) ist ein Berg in der osttimoresischen Gemeinde Bobonaro. Er liegt im Osten der Aldeia Ohoana (Suco Raiheu, Verwaltungsamt Cailaco). Der Berg hat eine Höhe von 561 m. Nördlich endet der Höhenzug mit dem Foho Soubobo (412 m). Östlich fließt der Babonasolan, ein Nebenfluss des Marobo.